# قاعة تشارلز برونفمان
قاعة تشارلز برونفمان (بالعبرية: היכל התרבות‏) (وتنطق بالعبرية هيكال هاتاربوت - ومعناها: قصر الثقافة) هي أكبر قاعة للحفلات الموسيقية في تل أبيب في إسرائيل، ومقر أوركسترا إسرائيل الفيلهارمونية.
كان اسمها قاعة فريدريك آر مان حتى عام 2013.

## التاريخ

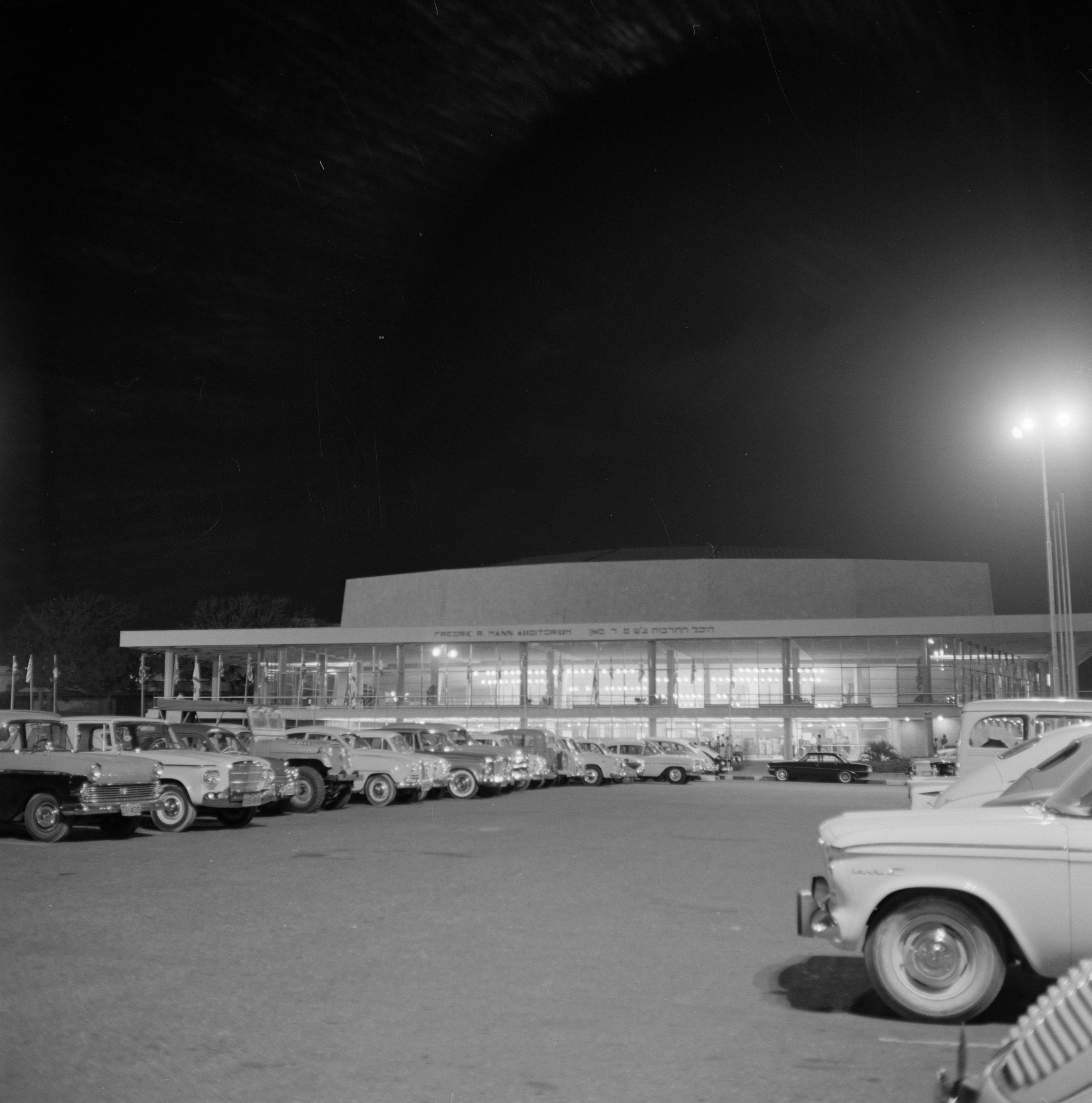
قاعة فريدريك آر مان، 1964

تم افتتاح قاعة تشارلز برونفمان، واسمها الأصلي قاعة فريدريك آر مان، في عام 1957 في ساحة هبيما. وصمم المبنى دوف كرمي وزئيف ريختر ويعقوب ريختر. وأقام ليونارد برنشتاين الحفلة الموسيقية الافتتاحية مع الأوركسترا الفيلهارمونية الإسرائيلية وعازف البيانو آرثر روبنشتاين كعازف منفرد.

### التجديد

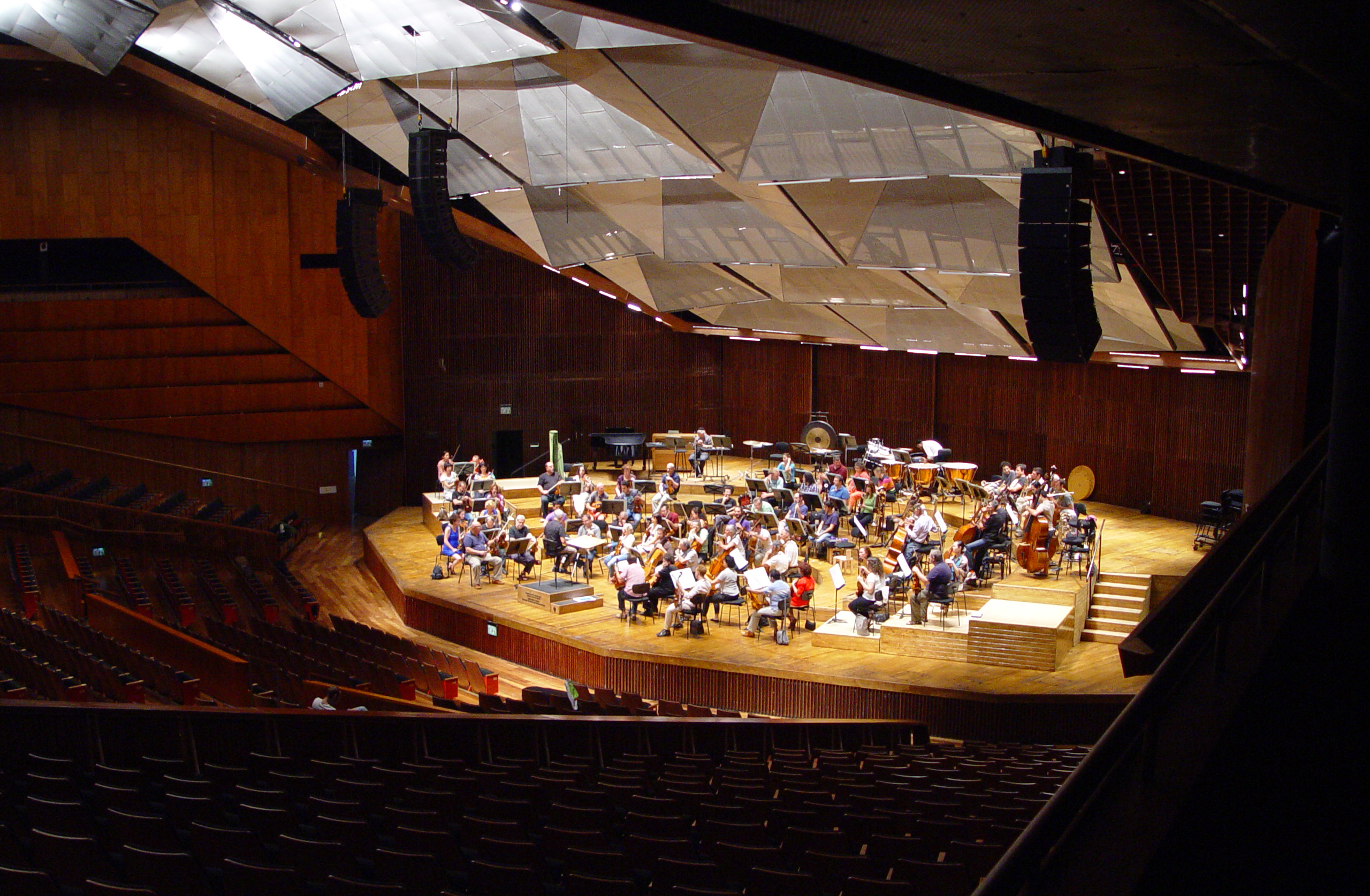
قاعة الحفلات الموسيقية بعد التجديد

حتى عام 2013، كانت القاعة تُعرف رسميًا باسم قاعة فريدريك آر مان، وعلى اسم المتبرع بإنشائها. وأجريت تجديدات تحت إشراف المهندس المعماري الإسرائيلي عوفر كولكر من عام 2011 إلى عام 2013. وصمم نظام الصوتيات الجديدة بواسطة شركة ياسوهيسا تويوتا اليابانية.
أعيد افتتاح قاعة «هيكال هاتاربوت» في مايو 2013 بأداء أوركسترا إسرائيل الفيلهارمونية للسيمفونية الخامسة لغوستاف مالر بقيادة الموسيقي زوبين ميهتا.
واسم القاعة الرسمي حاليا هو «قاعة تشارلز برونفمان» على اسم رجل الأعمال والمتبرع الأمريكي الكندي تشارلز برونفمان.